# Thubursicu

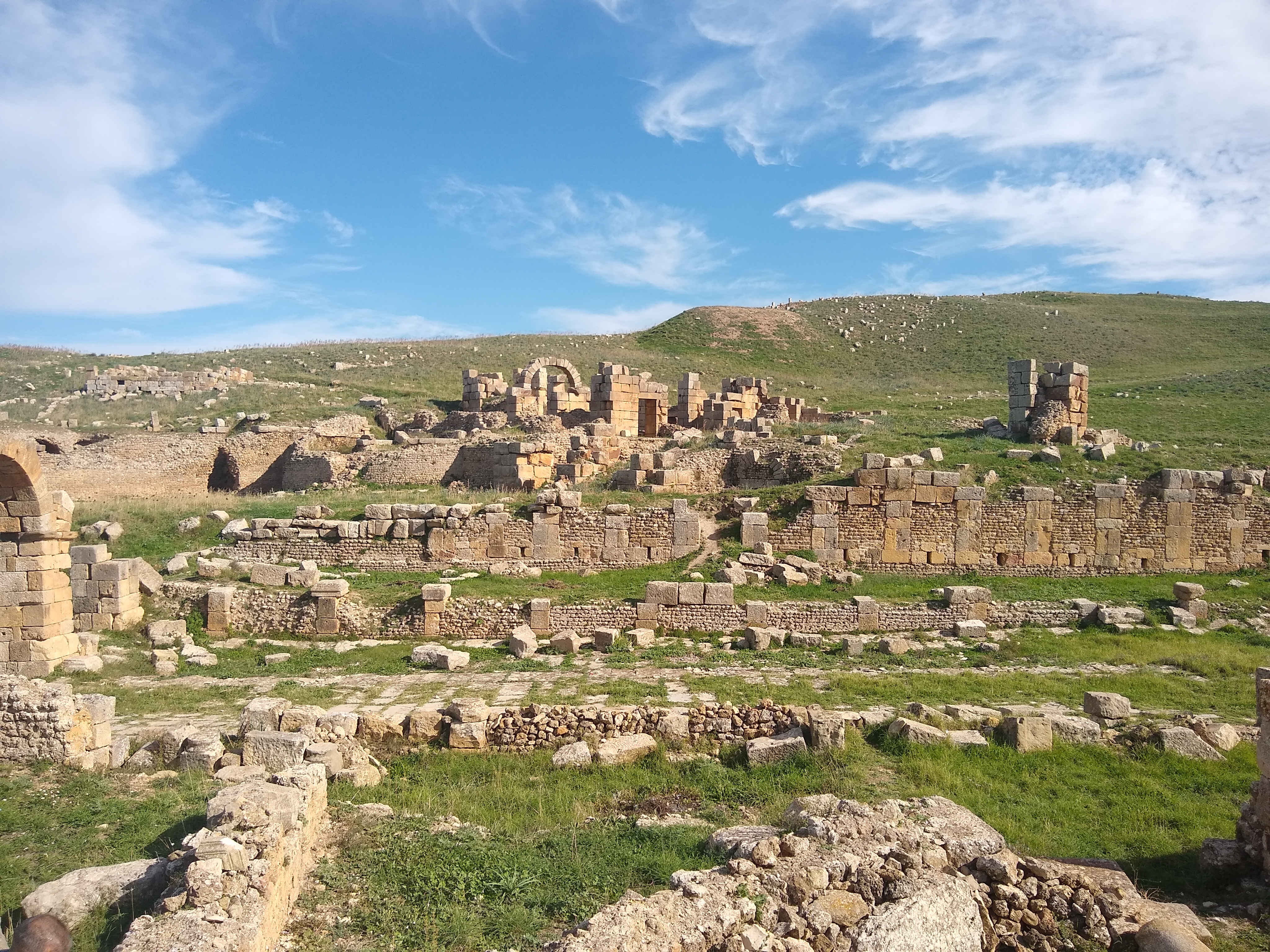
Ruinen von Thubursicum

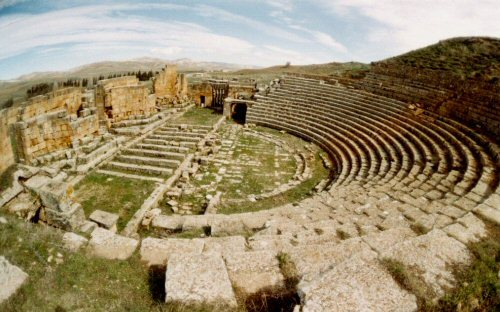
Theater von Thubursicum

Thubursicu oder Thubursicum, vollständig Thubursicu Numidarum, war eine antike Stadt im nordafrikanischen Numidien. Die Ruinen befinden sich etwa 30 Kilometer (Luftlinie) westsüdwestlich der Stadt Souq Ahras an der Landstraße W19A beim heutigen Ort Khemissa in Algerien.
In römischer Zeit wurde es unter Trajan ein Municipium mit dem vollständigen Namen Municipium Ulpium Traianum Augustum Thubursicu, später Colonia. In der Spätantike war Thubursicu Sitz eines Bischofs; auf das Bistum geht das Titularbistum Thubursicum der römisch-katholischen Kirche zurück.
Archäologische Ausgrabungen im 1. Viertel des 20. Jahrhunderts haben Reste von zahlreichen Bauten freigelegt, darunter zwei Foren und ein Theater.